# Gmina Nedelišće
Gmina Nedelišće (chorw. Općina Nedelišće) – gmina w Chorwacji, w żupanii medzimurskiej. W 2011 roku liczyła  11975 mieszkańców.